# Пивка (Словения)
Пивка (словен. Pivka) — город и община в юго-западной части Словении, в исторической области Внутренняя Крайна и соответствующем ей статистическом регионе Нотраньска-Крашка. По данным переписи 2002 года население города — 2 059 человек; население всей общины — 5 926 человек.

## Название
Впервые упоминается в 1300 году как villa Sancti Petri super Piucha ('деревня святого Петра над рекой Пивка'), а в 1498 году как Sannt Peter. Название поселения сменилось с Šent Peter na Krasu (буквально, 'Святой Пётр в карсте') на Pivka в 1952 году. Оно было изменено согласно Закону 1948 года о названиях населённых пунктов и наименованиях площадей, улиц и строений, который был частью усилий послевоенных коммунистический властей Словении удалить религиозные названия из топонимов. Новое название поселению было дано по речке Пивка. Это название также известно с 1300 года как Piuca или Piucha (и как Peucha в 1335 году). Рivka на словенском языке переводилась как 'карстовая воронка'.

## История
Район Пивки имел важное стратегическое расположение ещё с древних времён, оно приобрело ещё более важное значение после строительства железной дороги из Вены в Триест (Австрийская южная железная дорога) в 1857 году, а через 20 лет возведения железнодорожной ветки от самого города до Риеки. В 1930 году, во время власти здесь итальянцев, стратегически важные холмы вокруг города были укреплены фортификационными сооружениями и включены в Альпийскую стену, систему итальянских укреплений, растянувшуюся от залива Генуи до залива Кварнер. Сент-Петер-на-Красу и ближайшие к нему казармы в Храстье (сейчас часть города Пивки) были наиболее укреплённой частью восточной секции Альпийской стены.

## Церкви
Приходская церковь Пивки посвящена апостолу Петру и относится к епархии Копера. Вторая церковь в районе Радохова-Вас принадлежит этому же приходу и посвящена святому Лаврентию Римскому.

## Музей
Военно-исторический парк Пивки — музей, посвящённый тяжёлому вооружению и военной технике.